# Kosminskaya Fracture Zone
Koordinaten: 61° 32′ S, 30° 20′ W
Die Kosminskaya Fracture Zone (englisch für Kosminskaja-Bruchzone) ist eine unterseeische Transformstörung im Südlichen Ozean. Sie verläuft östlich der Südlichen Orkneyinseln und südlich der Südlichen Sandwichinseln.
Russische Wissenschaftler des Forschungsschiffs Akademik Boris Petrow entdeckten sie im Februar 1995. Namensgeberin der vom US-amerikanischen Advisory Committee on Undersea Features (ACUF) im September 1997 bestätigten Benennung ist Irina Petrowna Kosminskaja (1918–1996), eine russische Geophysikerin und Seismologin.